# Gerrit Taverne sr.
Dominee Gerrit Taverne (Den Haag, 1903 - Hoogeveen, 1998) was een ultraconservatieve predikant, die in 1954 de Presbyteriaal Hervormde Classis Nederland der Ene Heilige Katholieke Kerk stichtte.
Na de lagere school werkte Gerrit Taverne op een 'klein kantoortje' en daarna drie-en-een-half jaar  op het kantoor van De Nederlander. Vervolgens werkte hij 26 jaar op het kantoor van de Twentsche Bank in Den Haag. In zijn vrije tijd studeerde hij eerst voor het Staatsexamen A en daarna theologie. Na de Tweede Wereldoorlog, in 1946, nam hij ontslag bij de Twentsche Bank en begon hij zijn loopbaan als predikant bij de Nederlands Hervormde Kerk in Ten Boer waar hij tussen 1946 en 1948 predikant was. Daarna was hij drie jaar predikant in Minnertsga. In 1951 werd hij predikant in Hoogeveen.
In Hoogeveen ontstonden al snel problemen tussen Taverne en het kerkbestuur. Bemiddelingspogingen lukten niet, waarop Taverne in augustus 1953 door de 'Commissie voor het opzicht uit de provinciale kerkvergadering van Drenthe' voorlopig werd geschorst als Nederlands Hervormd predikant. Deze schorsing was een gevolg van 'enkele bezwaren' die tegen Taverne waren geuit. Officieel is niet bekendgemaakt welke bezwaren het precies betrof. Maar een belangrijke reden was dat Taverne zich verzette tegen de Nieuwe Kerkorde uit 1951, omdat hij deze veel te modern vond. Ook was de hervormde kerkenraad in conflict geraakt met de gemeenteleden omdat zij de verkiezing van kerkenraadsleden in handen van een kiescollege hield en niet in die van de gemeenteleden zelf.
Taverne stichtte vrijwel direct de Presbyteriaal Hervormde Gemeenten, samen met twee van de Nederlandse Hervormde Kerk in het vlak bij Hoogeveen gelegen Nieuweroord afgesplitste evangelisatieposten in Nieuw Balinge en Tiendeveen. De Nederduits Gereformeerde Gemeente, een vrije gemeente in Gouda, sloot zich aan bij de  Presbyteriaal Hervormde Gemeenten. In die plaats werd ook een theologische opleiding opgericht met zes studenten. Op 1 januari 1954 werd Taverne door de Generale Synode van de Nederlands Hervormde Kerk definitief losgemaakt van zijn standplaats Hoogeveen en mocht hij een jaar lang geen andere functie binnen de Nederlands Hervormde Kerk vervullen.
Al snel vielen de Presbyteriaal Hervormde Gemeenten uit elkaar: Nieuw Balinge en Tiendeveen, en korte tijd later ook Gouda scheidden zich af van deze nieuwe kerk. Taverne bleef alleen over met zijn kerken in Hoogeveen en Hollandscheveld.
Taverne was fel anti-rooms katholiek. In november 1967 werd hij landelijk bekend toen hij een eucharistieviering in de hervormde Grote Kerk in Den Haag ter gelegenheid van het 50-jarig bestaan van de katholieke St. Aloysiuscollege verstoorde. Taverne liep tijdens de viering naar voren, wierp enkele brandende kaarsen van de avondsmaaltafel de kerk in en beklom de kansel. Hier las een tekst voor uit de Heidelbergse catechismus waarin de rooms-katholieke mis vervloekte afgoderij werd genoemd. Medestanders van hem deelden pamfletten die Taverne de week voorafgaand had geschreven uit aan de 1500 katholieke aanwezigen.
Op 31 mei 1970 vond in Dedemsvaart een vergelijkbaar incident plaats. De rooms-katholieke Sint-Vitusparochie mocht haar 150-jarig bestaan vieren in de Hervormde Kerk van Dedemsvaart omdat de eigen kerk te klein was. Met ongeveer twintig aanhangers blokkeerde Taverne met auto's de ingang van de kerk, ondertussen luid het  het Lutherlied zingend. De katholieke kerkgangers konden enkel onder politiebegeleiding de kerk betreden. Taverne wist zich met enkele medestanders hiertussen te mengen en betrad ook de kerk. Voorafgaand aan de dienst, die geleid werd door kardinaal Alfrink, liep een van de demonstranten naar voren en begon een psalm te zingen en de kaarsen om te gooien. Al snel vielen er klappen en de aanwezige demonstranten werden daarop met geweld de kerk uit gewerkt. Toen de demonstranten later op de markt van Dedemsvaart ook slaags raakten met omstanders werden Taverne en zijn aanhangers onder politiebegeleiding het dorp uit gereden.
Dominee Taverne had vier kinderen. Een van zijn dochters overleed op 12-jarige leeftijd. Beide zoons studeerden theologie. Een van zijn zoons kwam in 1981 met zijn vrouw en drie kinderen bij een ongeluk in België om het leven. Hij woonde in België om te evangeliseren. Zijn andere zoon, dominee Gerrit Taverne jr. werd ook predikant in de Presbyteriaal Hervormde Gemeenten.